# Résolution 89 du Conseil de sécurité des Nations unies
Membres permanents
- Chine (Taïwan)
- États-Unis
- France
- Royaume-Uni
- URSS

Membres non permanents
- Cuba
- Égypte
- Équateur
- Inde
- Norvège
- Yougoslavie

Résolution no 88 Résolution no 90
La résolution 89 du Conseil de sécurité des Nations unies  est une résolution du Conseil de sécurité des Nations unies adoptée le 17 novembre 1950.
Cette résolution, la onzième et dernière de l'année 1950, relative à « la question de la Palestine »,  rappelant la résolution 73, par laquelle il avait été pris acte des différentes conventions d'armistice, 
- constate que le comité spécial chargé de l'application de la convention d'armistice s'est réuni et espère qu'il s'acquittera de ses fonctions,
- invite les parties à respecter les procédures prévues en cas de litige dans la convention d'armistice,
- prie la commission mixte israëlo-égyptienne d'examiner la plainte de l'Égypte relative à l'expulsion de milliers d'Arabes de Palestine,
- invite les deux parties à mettre en œuvre les décisions qui seraient prises par cette commission mixte en vue du rapatriement de ces expulsés,
- donne qualité au chef d'état-major chargé de la surveillance de la trêve de faire des propositions aux parties pour ce qui concerne la circulation des Bédouins,
- invite les gouvernements intéressés à ne prendre aucune décision relative à des déplacements de population sans en avoir référé aux commissions mixtes d'armistice,
- prend acte de la déclaration d'Israël selon laquelle ses forces armées se replieront sur les positions définies dans la convention d'armistice,
- rappelle aux parties qu'ils sont tenus de respecter la Charte des Nations unies pour ceux qui en sont membres et la convention d'armistice pour toutes les parties,
- prie de chef d'état-major de l'organisme chargé de la surveillance de la trêve de faire un rapport au conseil de sécurité sur l'état des travaux des différentes commissions mixtes d'armistice.

La résolution a été adoptée par 9 voix pour avec 2 abstentions.
L'Égypte et l'Union des républiques socialistes soviétiques se sont abstenues.

## Texte
- Résolution 89 sur fr.wikisource.org
- Résolution 89 sur en.wikisource.org